# シノープの海戦

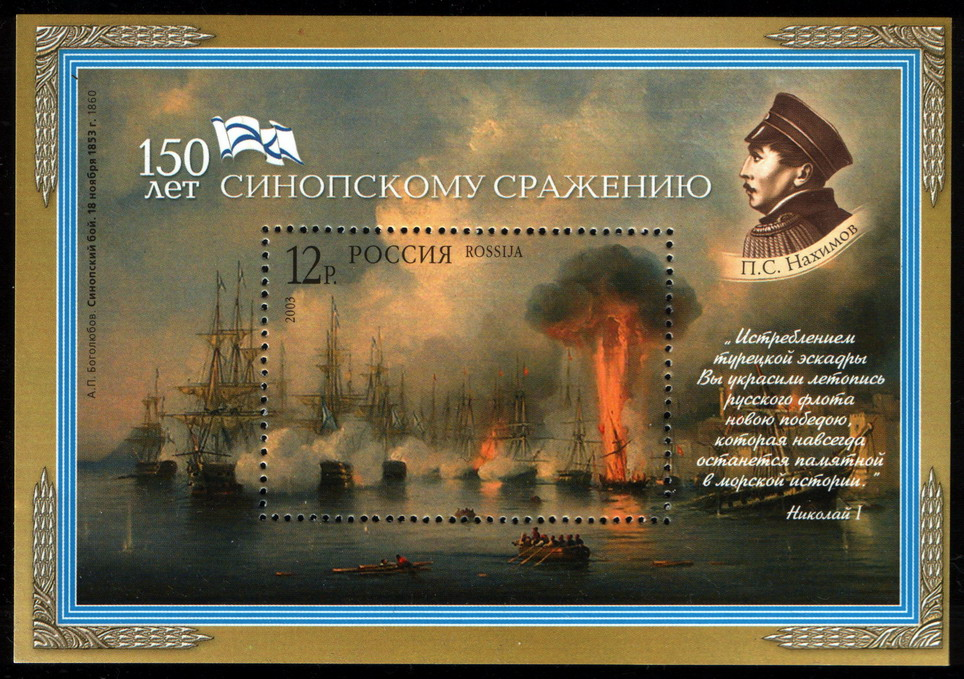
ロシア 切手, シノープの海戦, 2003 (Michel № 1128, Scott № 6800)

シノープの海戦（ロシア語: Синопское сражениеスィノープスカイェ・スラジェーニイェ、トルコ語: Sinop Baskını）は1853年11月30日にロシア海軍がオスマン帝国の軍港シノープ（スィノプ）を急襲、オスマン艦隊を撃沈し港湾を破壊した、クリミア戦争の海戦。イギリス・フランス両国がクリミア戦争介入を決意するきっかけとなった戦いでもある。

## 概要
クリミア戦争開戦当初の主戦場はバルカン半島であったが、当時ロシア軍にとって最大の難関はザカフカースの要衝カルスであった。オスマン軍のカルスに至る兵站線はイスタンブールからシノープまでは海路を、シノープからカルスまでは陸路を辿るものであり、ロシア海軍は早くからシノープの攻略を期し、艦艇を度々派遣して偵察を行なっていた。
これはオスマン軍も察知しており、ロシア軍の攻撃が近いと感じたオスマン・パシャはイスタンブールに高速帆船を遣わして応援を要請した。しかしその一方で、港内の艦艇・輸送船を移動させることはなく、無警戒に停泊させるままであった。偵察艦からこの報告を受けたナヒーモフは、偵察が気づかれていないものと判断し、黒海艦隊を率いて奇襲攻撃を行なった。
オスマン側の無警戒もあってロシア軍優勢のまま戦闘は一方的に進み、オスマン艦隊はほとんど抵抗することなく撃沈された。さらに、艦艇を港内に停泊させたままであったため、砲撃は市街地にまでおよび港湾施設も徹底的に破壊された。
この海戦によりシノープは軍港としての機能を完全に失い、ロシア軍はイスタンブールからカルスに至るオスマン軍の補給線を断つことに成功した。しかし、戦いがあまりにも一方的であったこと及び海上で助けを求める者にまでロシア艦が砲撃を加えたと伝えられたことから、欧州では「シノープの虐殺」として報道され、世論が沸騰した英仏両国はクリミア戦争参戦を決意することになる。
またこの海戦によって、新世代の大砲・特に炸裂弾の木造船に対する有効性が証明され、以後各国は木造船に防弾鋼板を装着した装甲艦の開発に着手することになる。